# Saru (flod)

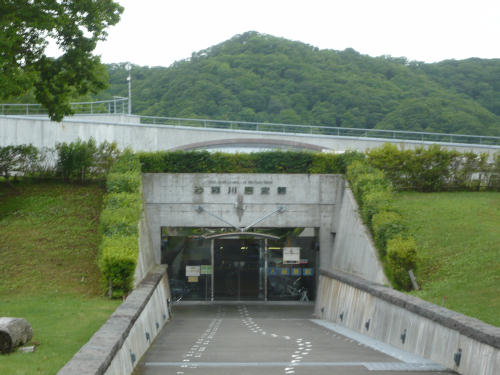
Historical Museum of the Saru River i Nibutani

Saru (japanska: 沙流川, Saru-gawa) är en flod på Hokkaidō i Japan.
Saru rinner upp i Hidakabergen och mynnar i Stilla havet. Floden anses helig i traditionell ainutro. 
I floden, vid orten Nibutani, ligger Nibutanidammen. I bifloden Nukabira ligger Biratoridammen. Anläggningen av Nibutanidammen på 1980- och 1990-talen ledde till ett tvistemål, vilket gav det första beslutet i domstol som tillerkände ainufolket rättigheter som ett urfolk. Området längs Saru har utsett som ett "Important Cultural Landscape" i Japan.